# Сильяна (вилайет)
Силья́на (араб. ولاية سليانة‎) — вилайет в центре северной части Туниса. Административный центр — город Сильяна. Площадь — 4 631 км², население — 233 300 человек (2007 год).

## География
Граничит с вилайетами: Беджа на севере, Загван на северо-востоке, Кайруан на востоке, Сиди-Бу-Зид на юге, Касерин на юго-западе, Эль-Кеф на западе, Джендуба на северо-западе.

## Административное деление
Вилайет Сильяна делится на 11 округов:
- Баргу (Bargou)
- Бу-Арада (Bou Arada)
- Эль-Аруса (El Aroussa)
- Эль-Криб (El Krib)
- Гаафур (Gaâfour)
- Кесра (Kesra)
- Мактар (Makthar)
- Рухия (Rouhia)
- Сиди-Бу-Руис (Sidi Bou Rouis)
- Северная Сильяна (Siliana Nord)
- Южная Сильяна (Siliana Sud)